# خواهر خبیث (فیلم ۱۹۳۱)
خواهر خبیث (انگلیسی: Bad Sister) فیلمی در ژانر درام به کارگردانی هوبرت هنلی است که در سال ۱۹۳۱ منتشر شد.

#### خلاصه داستان
ماریان عاشق یک هنرمند هنرمند است که برنامه های پنهان دارد و این برنامه های پنهان کار دست او میدهد .

## بازیگران
- کنراد نیگل
- سیدنی فاکس
- هامفری بوگارت
- بت دیویس
- زیسو پیتس
- اسلیم سامرویل
- اما دان
- چارلز وینینجر
- ماری آلدن
- کینگ باگوت
- گریس کونارد
- چارلز گبلین
- برت روچ